# 브라이언 그린버그
브라이언 그린버그(영어: Bryan Greenberg, 1978년 5월 24일 ~ )는 미국의 배우, 가수이다. HBO 드라마 《하우 투 메이크 잇 인 아메리카》의 주인공 역으로 알려져 있다. 영화 《프렌즈 위드 베네핏》(2011)에서 파커 역으로 나왔다.
유대인 가정에서 성장했다. 2015년 한국계 배우 제이미 정과 결혼식을 올렸다.

## 출연 작품

### 영화
- 퍼펙트 스코어 (2004)
- 프라임 러브 (2005)
- 신부들의 전쟁 (2009)
- 프렌즈 위드 베네핏 (2011)
- 바이스: 범죄도시 (2015)

### 텔레비전
- 원 트리 힐 (2003-06)
- 옥토버 로드 (2007-08)
- 하우 투 메이크 잇 인 아메리카 (2010-11)
- 민디 프로젝트 (2016-17)